# Heimo Vorderegger
Heimo Vorderegger (* 3. Juli 1966 in Villach) ist ein österreichischer Fußballspieler und -trainer. 

## Spielerkarriere
Stationen seiner Karriere waren der SK Austria Klagenfurt/FC Kärnten, VSE St. Pölten, BSV Juniors Villach, FC St. Veit und SK Maria Saal (2005/06, aber auch 2008/09 und er spielte seit Jänner 2010 erneut beim SK Maria Saal). Er spielte 2007/08 beim SC Keutschach in der 2. Klasse C und im Herbst 2009 für den SV Union Gurk in den untersten Spielklassen von Kärnten.
Mit dem FC Kärnten schaffte er den Aufstieg in die Bundesliga und einen Sieg im ÖFB-Cup.
Die Spielerkarriere von Heimo Vorderegger endete bei einem Motorradunfall am Abend des 12. Juli 2010. Er  kollidierte mit einem PKW und ihm musste der rechte Unterschenkel amputiert werden.

## Trainerkarriere
Seine Karriere ließ er unter anderem beim SK Maria Saal ausklingen, wo er auch als Spielertrainer aktiv war. Des Weiteren trainierte er kurzzeitig den FC St. Veit.
Er war in letzter Zeit Sektionsleiter von SK Austria Klagenfurt und wird ab 2015/16 als Sportlicher Leiter der SG Drautal in der Unterliga West genannt.

## Sonstiges
Vorderegger war vor allem in seiner Zeit als Spieler bei Austria Klagenfurt eine Galionsfigur, weshalb ihn die damaligen Kärntner Printmedien mit dem Kose- oder Ehrennamen Herkules schmückten.